# Legende (numismatiek)
De legende is in de numismatiek de tekst die rond de buitenzijde van de voorzijde of de keerzijde van een munt loopt (dit is dus niet het randschrift).